# Macrophiothrix michaelseni
Macrophiothrix michaelseni är en ormstjärneart som först beskrevs av Jean Baptiste François René Koehler 1907.  Macrophiothrix michaelseni ingår i släktet Macrophiothrix och familjen Ophiothrichidae. Inga underarter finns listade i Catalogue of Life.